# Seismic Experiment for Interior Structure
El Seismic Experiment for Interior Structure (SEIS) (en español Experimento sísmico para estructura interior) es un sismómetro y el instrumento científico principal que va a bordo del módulo de aterrizaje InSight, lanzado el 5 de mayo de 2018 con destino a Marte donde aterrizará a finales de noviembre de 2018. Se espera que SEIS proporcione las primeras mediciones sísmicas de Marte, y realice mapas en 3D de las capas internas del terreno.

## Descripción general
Durante la década de 1970 se intentó de modo infructuoso la colocación de dos sismómetros con las misiones Viking, resultando que el correspondiente a la nave Viking 1 no se desplegó correctamente, y el correspondiente a la nave Viking 2 no terminó de emitir correctamente señales del interior del planeta.
El sismómetro SEIS va montado en un trípode, su objetivo es realizar mediciones precisas de terremotos y otras actividades del interior del planeta, para así adquirir más conocimiento de la historia y su estructura interna. También observará y estudiará cómo la corteza y el manto marciano ha respondido a los efectos de los impactos de meteoritos, que dará más información sobre la estructura interna del planeta. El módulo de aterrizaje medirá a su vez la cantidad de calor existente en el interior y calculará el tamaño del núcleo del planeta tratando de averiguar si tiene un núcleo líquido o sólido.
En el año 2016, fecha prevista para el lanzamiento de InSight, se localizó una fuga de vacío en el sismómetro SEIS durante la integración final, al no poderse corregir a tiempo, se tuvo que posponer el lanzamiento, a dos años vista, suponiendo además el arreglo de la avería un aumento del presupuesto en 150 millones de dólares.
El jefe del equipo de investigación es Philippe Lognonné del Instituto de Física del Globo de París.

## Diseño
SEIS ha sido realizado por la Agencia Espacial Francesa (CNES), con la participación del Instituto de Física del Globo de París (IPGP), la Escuela Politécnica Federal de Zúrich (ETH), el Instituto Max Planck para la investigación del sistema solar (MPS), Imperial College London, Institut Supérieur de l'Aéronautique et de l'Espace (ISAE) y JPL. El sismómetro también estudiará fuentes como ondas atmosféricas y señales gravimétricas (fuerzas de marea) desde la luna Fobos de Marte, y ondas sísmicas de alta frecuencia a 50 Hz.
Es el instrumento principal de la misión y consta de un instrumento de banda muy amplia de 3 ejes (ubicado de manera hermética en un recinto térmico de vacío) y un instrumento de 3 ejes de período corto. Se espera que Marte posea una actividad sísmica menor que la Tierra, por lo que la minimización de las vibraciones del viento es crítica. Las operaciones rutinarias las realizarán dos equipos, el Mars Structure Service (MSS) y el Marsquake Service (MQS), que serán los responsables, respectivamente, de medir los modelos de estructura y la actividad sísmica. La combinación de los datos obtenidos con los equipos y las mediciones de radio de InSight además de las observaciones orbitales permitirán estudiar la profundidad de la estructura.
A causa de la fuga detectada durante el montaje final, además de posponer la misión, se tuvo que rediseñar un nuevo cubículo térmico que lo llevó a cabo el Laboratorio de Propulsión a Chorro (EE. UU.).

## Ilustración en corte

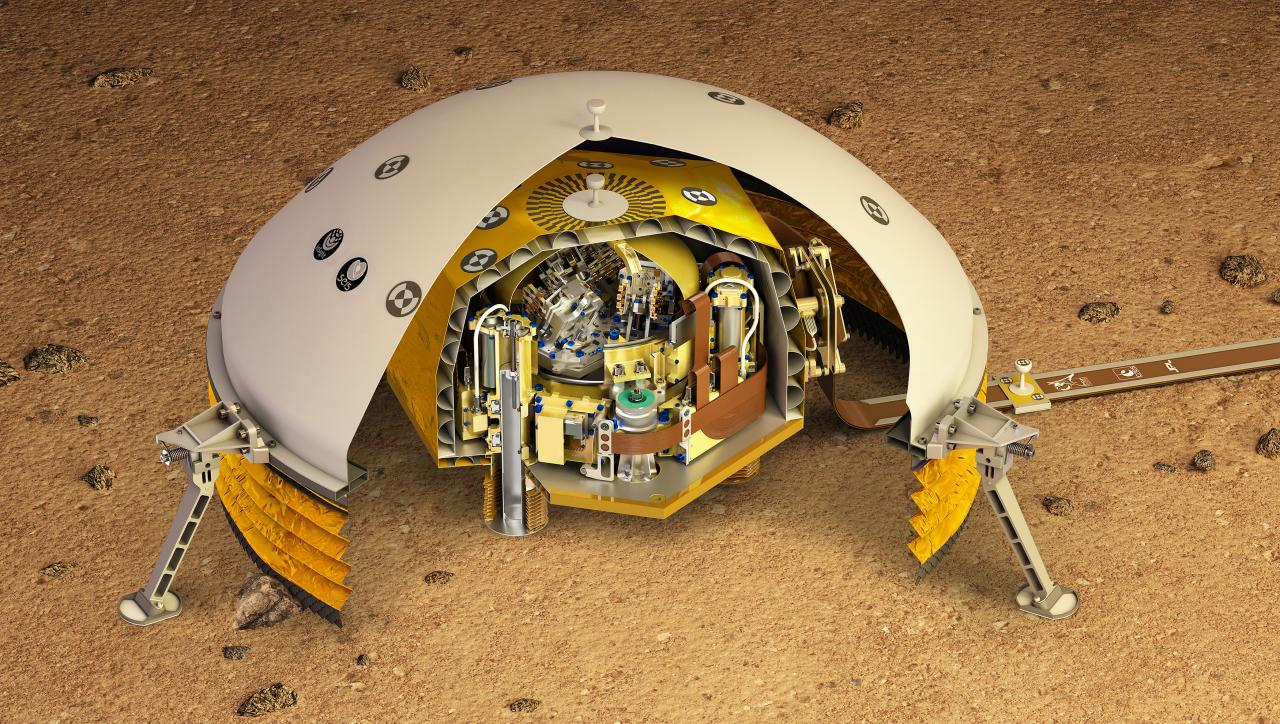
Ilustración en corte mostrando el interior de SEIS y sus componentes